# チェロ協奏曲第1番 (ハイドン)
チェロ協奏曲第1番 ハ長調 Hob. VIIb:1 は、フランツ・ヨーゼフ・ハイドンが1765年から1767年頃に作曲したチェロ協奏曲である。

## 概要
ハイドンは全部で6曲のチェロ協奏曲を作曲したといわれているが、第3番とト短調（Hob. VIIb:g1）は紛失し、第4番と第5番は偽作とされている（第4番はコンスタンツィ、第5番はポッパーの作といわれている）ため、ハイドンの真作とされているチェロ協奏曲は第2番とこの曲のみである。
この第1番は、ハイドンと共にニコラウス・エステルハージ侯に仕えていたチェリストのヨーゼフ・フランツ・ヴァイグル（Joseph Franz Weigl, 1749年 - 1820年）のために作曲された。 
この曲は、リトルネロ形式や単調な伴奏音形など、多くの点でバロック式の協奏曲の名残が見られるが、両端楽章が快速なソナタ形式で書かれているなど、バロックと古典派の融合を図った初期のハイドンの創作意欲が現れた作品である。
楽譜は長い間失われていたが、1961年にプラハで筆写譜が発見され、1962年にミロシュ・サードロのチェロにより復活初演された。1966年には平井丈一朗のチェロ（森正指揮、日本フィルハーモニー交響楽団）により、日本初演が行われた。

## 楽器編成
独奏チェロ、オーボエ2、ホルン2、弦五部
これは、筆写譜に基づいた出版譜に記されている編成。自筆譜が散逸しているため、正確なオリジナル編成はわからない。この作品も、自筆譜が現存しているチェロ協奏曲第2番と同じく、独奏チェロ以外のチェロは全く存在しない。通奏低音が用いられることは考えられないが、誤った考証でチェンバロなどの鍵盤楽器が挿入された演奏はしばしば見受けられる。独奏チェロ以外の弦楽器奏者は複数でもかまわない。
第二楽章でオーボエとホルンをカットして音色を整えていることから、オーボエ2、ホルン2、ヴァイオリン1、ヴァイオリン2、ヴィオラ、独奏チェロ、ヴィオローネの9人編成である可能性は高く、第2番と同じく第二楽章でヴィオローネをカットしている可能性もある。

## 楽章構成
全3楽章の構成。演奏時間は約25分。
- 第1楽章 モデラート
ハ長調、4分の4拍子、協奏的ソナタ形式。
ハイドン自身が書いたカデンツァが1作残されている。
- 第2楽章 アダージョ
ヘ長調、4分の2拍子、三部形式。
この楽章ではオーボエとホルンは休止。
- 第3楽章 アレグロ・モルト
ハ長調、4分の4拍子、ソナタ形式。

## 備考
出版譜に記されている編成のままで、独奏にチェロではなくフリューゲルホルンを用いてモダン楽器で伴奏した例が20世紀から盛んであり、学習過程で経験するフリューゲルホルン奏者は多い。定期演奏会の曲目にも普通に現れる。